# 皇家直布罗陀邮局
皇家直布罗陀邮局负责直布罗陀的邮政业务，为一公营单位。
1886年，直布罗陀政府即开始进行邮政业务。2005年，直布罗陀邮局增加“皇家”前缀，这在英国海外领地中是唯一的一个。

## 办公地点
- 总局—位于主街。
- 北区分局—Glacis路
- 南区分局—Scud Hill
- Parcel Post Office - North Mole Road
- Sorting Office - North Mole Road